# Argiope amoena
Argiope amoena — вид павуків-колопрядів зі всесвітньо поширеного роду Argiope. Великі, яскраво забарвлені самиці більші в декілька разів за дрібних самців. Живиться великими комахами. Отрута слабка, для людини безпечні. Поширені у Східній Азії — в Китаї, Японії, Кореї, на Тайвані.

## Опис
Сильно виражений статевий диморфізм: самиця велика, яскраво забарвлена; самець дрібний, невиразний.

### Близькі види
Зовнішньо схожі на A. amoena близькі види A. boesenbergi та A. magnifica. Самиця A. amoena має контрасніші смужки на черевці та відмінну будову епігіни.

## Спосіб життя і поведінка
При заплідненні самець часто відламує кінцевий членик педіпальпи, залишаючи його в статевому отворі самиці.

### Живлення
Живляться середніми та великими комахами, розмір яких перевищує 2 довжини тіла павука, але не більше відстані між першою та третьою парою ніг, переважно жуками, перетинчастокрилими та напівтвердокрилими. Дрібніші комахи вільно пролітають між нитками павутиння, а більші рвуть їх та звільняються.
Отрута Argiope amoena містить лектини, аглютиніни та фосфоліпазу.

## Генетика
Диплоїдний набір хромосом складає 24, гаплоїдні — 11 та 13 (11 аутосом та 2 статеві хромосоми X1X2). Стать визначається наявністю 2 пар статевих хромосом у самиці та двох неспарених статевих хромосом у самця.
У 2014 році було прочитано геном мітохондрій Argiope amoena.

## Розповсюдження
Східноазійський вид. Зустрічається в Китаї, Японії, Кореї, на Тайвані. Завезений на Гавайські острови, відмічений там з 1960-х років. Виявлений також у Приморському краї Росії зі зборів другої половини XIX століття